# Dejan Garača
Dejan Garača, född 21 juli 1991 i Banja Luka i dagens Bosnien och Hercegovina, är en svensk fotbollsmålvakt som spelar för Nordic United FC.

## Karriär
Dejan Garaca inledde karriären i Örebro-klubben BK Forward som från och med säsongen 2008 hadekontrakt med Malmö FF. Han lånades under 2009 ut till IFK Malmö. Den 17 februari 2012 offentliggjordes det att Dejan hade skrivit på ett treårskontrakt med Syrianska FC.
I februari 2017 värvades Garaca av litauiska Utenis Utena. I augusti 2017 återvände han till Syrianska FC. Säsongen 2020 gick Garača till dåvarande division 3-klubben Nordic United FC.

## Meriter
- SM-Guld: 2010
- Pojklandskamper: 10 matcher
- Juniorlandskamper: 6 matcher